# Konstanty Stamirowski
Konstanty Stamirowski (ur. 8 sierpnia 1887 w Stamirówce, zm. 29 sierpnia 1955 w Rzeszowie) – podpułkownik taborów Wojska Polskiego.

## Życiorys
Urodził się 8 sierpnia 1887 w Stamirówce, pow. miechowski jako syn Kazimierza.
W czasie I wojny światowej służył w Legionach Polskich. Był między innymi oficerem Komendy Taborów. Awansował kolejno na chorążego (1 kwietnia 1916 roku) i podporucznika (1 grudnia 1916 roku).
Uczestniczył w wojnie z bolszewikami. 3 maja 1922 roku został zweryfikowany w stopniu majora ze starszeństwem z 1 czerwca 1919 roku i 11. lokatą w korpusie oficerów taborowych, a jego oddziałem macierzystym był 1 Dywizjon Taborów. W 1923 roku pełnił obowiązki kierownika Centralnych Składów Taborowych, pozostając oficerem nadetatowym 1 Dywizjonu Taborów. Następnie wyznaczony został na stanowisko komendanta Kadry Szwadronu Zapasowego 6 Dywizjonu Taborów we Lwowie. 26 lipca 1926 roku został zatwierdzony na stanowisku dowódcy 6 Szwadronu Taborów we Lwowie. W kwietniu 1927 roku został przeniesiony do kadry oficerów taborowych z równoczesnym przydziałem do Departamentu Artylerii Ministerstwa Spraw Wojskowych w Warszawie na stanowisko szefa wydziału zaopatrzenia. Od grudnia 1928 roku kierował pracami Wydziału VI Taborowego Departamentu Intendentury Ministerstwa Spraw Wojskowych. 18 lutego 1930 roku został mianowany podpułkownikiem ze starszeństwem z 1 stycznia 1930 roku i 1. lokatą w korpusie oficerów taborowych. W grudniu 1934 roku przeniesiony został do nowo utworzonego Dowództwa Taborów i Szefostwa Remontu Ministerstwa Spraw Wojskowych na stanowisko zastępcy dowódcy Taborów i szefa Remontu, płk. kaw. Stefana Dembińskiego. 31 sierpnia 1935 roku został zwolniony z zajmowanego stanowiska i pozostawiony w dyspozycji dowódcy Taborów i szefa Remontu.

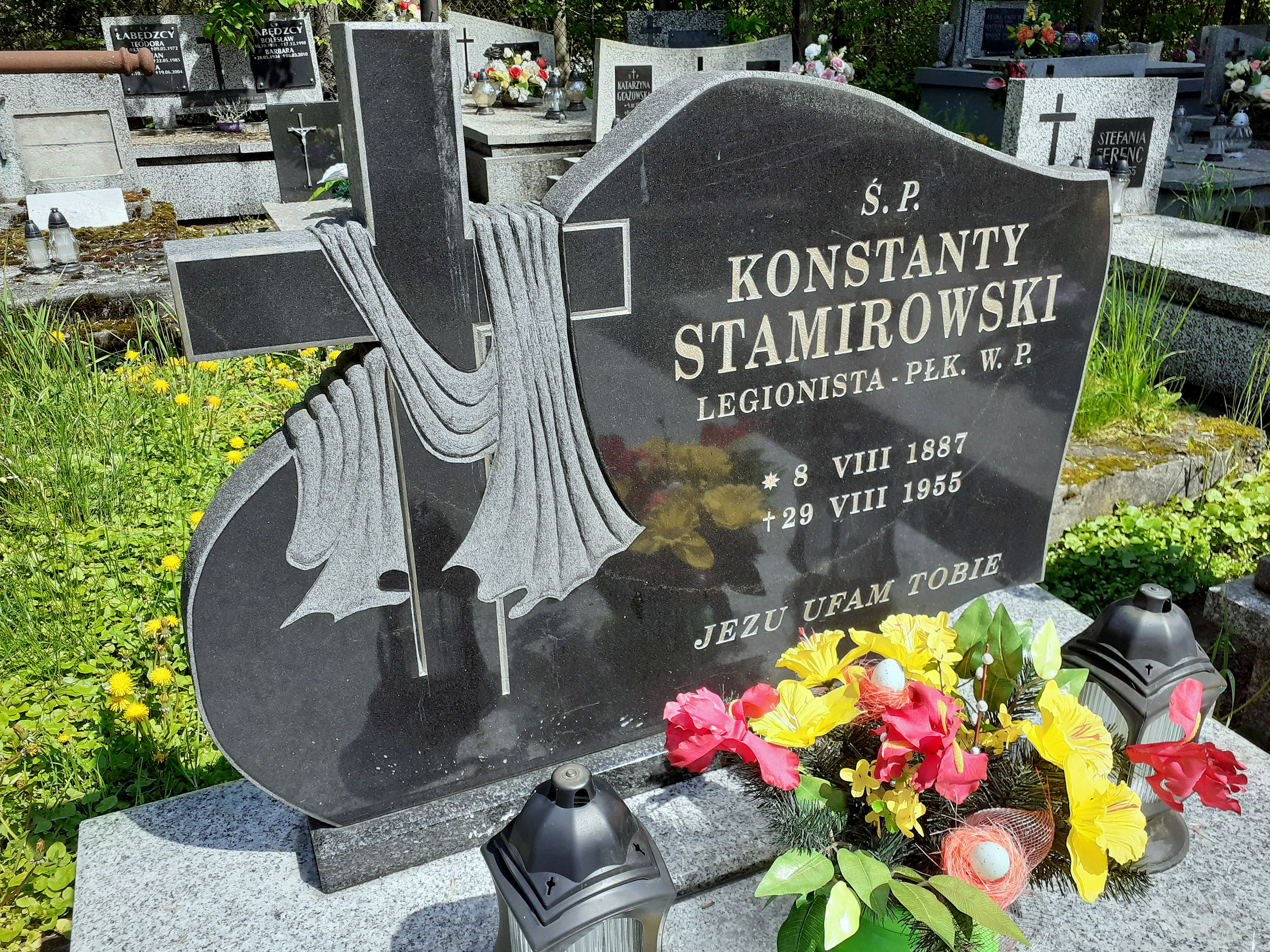
Nagrobek Konstantego Stamirowskiego

W 1944 roku w Rzeszowie został aresztowany i wywieziony do ZSRR. W 1947 roku powrócił do Polski .
Zmarł 29 sierpnia 1955 w Rzeszowie. Został pochowany na cmentarzu komunalnym Pobitno w Rzeszowie (sektor XXXII-9-5).

## Ordery i odznaczenia
- Krzyż Niepodległości (2 sierpnia 1931)[17]
- Krzyż Kawalerski Orderu Odrodzenia Polski (10 listopada 1928)[18]
- Krzyż Walecznych (trzykrotnie)